# Área de conservación privada La Niebla Forest
El Área de conservación privada (ACP) La Niebla Forest es un área que conserva los ecosistemas de bosque montano tropical de la montaña Pichita ecorregión de yungas. Está ubicado en la selva central del Perú, en el distrito de San Ramón, en la provincia de Chanchamayo del departamento de Junín; y tiene una extensión de 70,28 hectáreas. 

## Características
El área se encuentra entre 1500 y 3000 metros sobre el nivel del mar en el ámbito del Santuario nacional Pampa Hermosa y funge de zona de conectividad de diversidad biológica con esta área natural protegida. Dentro del área se encuentra la microcuenca del Agua Meliza, proveedor de agua y afluente de los ríos Oxabamba y Tarma.  

## Fauna y flora
La zona alberga diversas especies y entre las más reconocidas están el quetzal, el oso de anteojos, el gallito de las rocas, la ardilla rojiza el sajino de altura, y el venado enano. Dentro del área también destaca la presencia del árbol de la quina (Cinchona officinalis) y el diablo fuerte (Podocarpus sp.).

## Actividades
La Niebla Forest impulsa diversas iniciativas para la conservación y educación ambiental. Entre ellas, destaca la intensa campaña en pro de la creación de la Reserva de Biosfera Bosques de Neblina Selva Central de la cual ocupa la titularidad del grupo de interés de conservación, la protección activa de 70,28 hectáreas de bosque de neblina, la campaña de reforestación “Un Millón de Árboles para Chanchamayo”, y el programa Huerto Salud, que promueve cultivos sostenibles.
En el ámbito educativo, el convenio con la UGEL Chanchamayo firmado a inicios del año 2025 permitirá capacitar a docentes y crear recursos educativos, llegando a las escuelas de Chanchamayo. Además, el Centro de Interpretación y Circuito Educativo en el Base Camp (Anexo Auvernia) facilitan la conexión de visitantes con el bosque de manera didáctica.
Las alianzas con instituciones, programas de voluntariado y talleres buscan fortalecer la relación entre ser humano y naturaleza, promoviendo acciones concretas para un futuro sostenible.

## Referencias

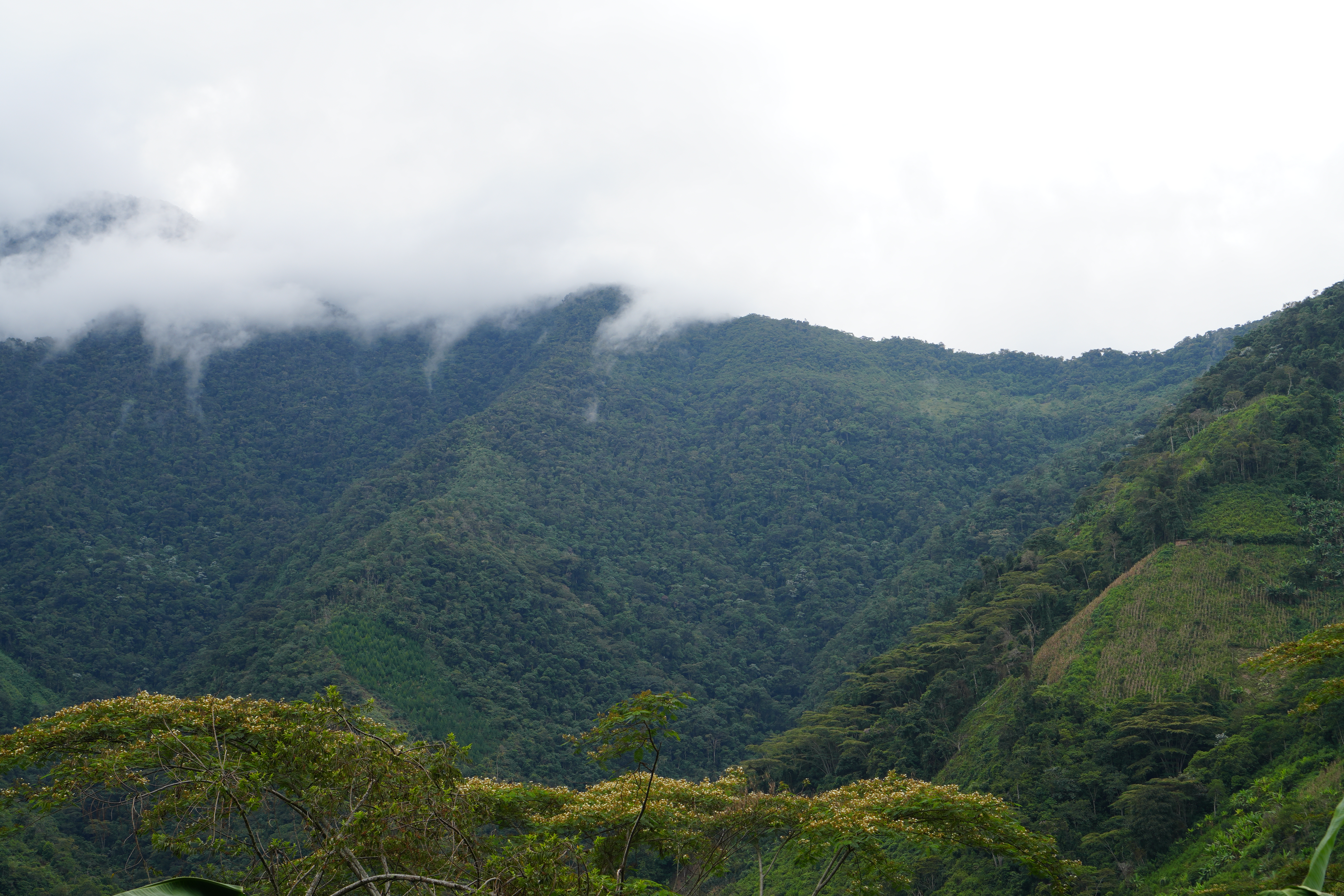
Vista del Bosque de neblina y de la quebrada que nace por las gotas de agua que los árboles capturan de la niebla.